# Фридрих Карл Август (Валдек-Пирмонт)
Фридрих Карл Август фон Валдек-Пирмонт (на немски: Friedrich Karl August Fürst zu Waldeck und Pyrmont) е княз на Валдек-Пирмонт (1763 – 1805) и след това до смъртта си княз на Валдек.
Той е вторият син на Карл Август Фридрих фон Валдек-Пирмонт (1704 – 1763) и съпругата му, първата му братовчедка, пфалцграфиня Кристиана Хенриета фон Пфалц-Цвайбрюкен (1725 – 1816), дъщеря на пфалцграф Кристиан III фон Цвайбрюкен и графиня Каролина фон Насау-Саарбрюкен.
Братята му са Карл (1742 – 1756), наследствен принц на Валдек, Кристиан Август (1744 – 1798), фелдмаршал на войската на Португалия, Георг I (1747 – 1813), принц на Валдек-Пирмонт и княз на Пирмонт-Раполтщайн (1747 – 1813), и Лудвиг (1752 – 1793), генерал-майор на холандската кавалерия.
След смъртта на баща му, майка му поема от 1764 до 1766 г. опекунството за Фридрих Карл Август до пълнолетието му.
Фридрих Карл Август учи една година и половина в Лозана и пътува през Италия и Франция.
Както баща му и брат му Кристиан Август, започва военна служба в чужбина. През 1757 г. вече е императорски полковник-лейтенант, 1766 г. генерал-майор и 1772 г. генерал-лейтенант на войската на Нидерландия. През 1767 г. въвежда нов батальон към трите батальони на Валдек на баща му, които той дава под наем.
От 1766 г. след смъртта на баща му той става княз на Валдек-Пирмонт. Първите две години майка му е негов опекун до пълнолетието му. През 1775 г. той пътува в Англия. Във Валдек той провежда модернизиране на селското стопанство и търговията с вълна, лен и производството на желязо. Както родителите му и братята му, се интересува от науките. На френски пише „История на Седемгодишната война“. Издава мемоарите на баща си за походите 1745 – 1747 г. Помага в обучението на художника Йохан Фридрих Август Тишбайн, който по-късно става дворцов художник. През 1778 г. се завършва резиденцията Новият дворец в Аролзен и от 1809 до 1811 г. там се създава „Голямата зала“ с картините на Йохан Фридрих Август Тишбайн и други тогавашни художници.
Фридрих Карл Август фон Валдек-Пирмонт не е масон, но е протектор на наречената на него масонска в ложа в Пирмонт, която е ръководена от брат му Лудвиг от 1783 до смъртта му в 1793 г. На чуждите евреи забранява от януари 1768 г. да търгуват във Валдек.
Той има все по-големи финансови задължения. Още в началото на управлението му той поема 800 000 имперски талери задължения, а чрез охолния му дворцов живот те се увеличават. Затова той дава под наем войници през Американската война за независимост от 1775 г. на Великобритания. Над 1200 валдекски войника се бият в Америка, загубват се 720 мъже.
През 1784 г. задълженията му са 1,2 милиона имперски талера. През 1793 и 1794 г. князът служи като нидерландски офицер в Първата коалиция срещу Франция. След това напуска активната военна служба.
През 1805 г. княжеството е разделено. Брат му Георг I получава Пирмонт, и на Фридрих Карл Август остава само управлението на Валдек.
Фридрих Карл Август фон Валдек-Пирмонт има неподходяща връзка с Шарлота Херман, дъщеря на правителствен съветник. Майка му не успява да издигне любовницата му до благородничка и двамата не се женят заради несъгласието на роднините му и на нейния баща. Той няма легитимни наследници.
Фридрих Карл Август фон Валдек-Пирмонт умира неженен на 68 години на 24 септември 1812 в Аролзен. След смъртта му, брат му Георг поема също управлението на Валдек.